# Triconodon
Triconodon («триконічний зуб») — рід вимерлих ссавців ранньої крейди в Англії та Франції з двома відомими видами: T. mordax і T. averianovi. Вперше описаний у 1859 році Річардом Оуеном, це типовий рід ряду Triconodonta, групи ссавців, що характеризується своїми триконодонтними корінними зубами. Кілька ліній триконодонтових ссавців справді утворюють природну монофілетичну групу, відому як Eutriconodonta.
Отже, триконодон має важливе значення для розуміння еволюції ссавців, започаткувавши розуміння сорту «триконодонта» та клади евтриконодонта. Подальші відкриття його скелетної анатомії також пропонують подальше розуміння палеобіології мезозойських ссавців.

## Відкриття
Типовим зразком Triconodon є BMNH 47764, єдина нижня щелепа, знайдена в групі Пурбек, Англія, що належить до типового виду (T. mordax). Відтоді у цьому регіоні було знайдено кілька інших екземплярів, в основному представлених черепами та щелепами, що робить його найпоширенішою скам'янілістю ссавців у цій частині Британії. Ці відкладення датуються найранішою крейдою, берріазом, приблизно 145–140 мільйонів років. Другий вид, T. averianovi, був названий у 2020 році на основі скам’янілостей, знайдених у берріазійській формації Lulworth, Англія.
Один екземпляр також був знайдений у кар’єрі Шамплан у Франції, приблизно того ж віку. Неясно, чи належить він до того ж виду, що й британська форма, хоча, враховуючи близьку часову та географічну близькість, це здається ймовірним.

## Класифікація
Триконодон відомий з двох видів, представлених лише T. averianovi та T. mordax. Окрім того, що це типовий рід і вид для Eutriconodonta, як показано вище, це також типовий рід і вид для Triconodontidae, встановлений у 1887 році Чарльзом Маршем. У цій групі його зазвичай відновлюють у базальному положенні, іноді як сестринські таксони Trioracodon або ближче до групи, що містить решту клади, що робить Trioracodon у самому базальному положенні.

## Біологія
Як і більшість евтриконодонтів, триконодон, ймовірно, був хижим, його триконічні зуби були добре пристосовані для зрізання, також були довгі ікла та потужну щелепну мускулатуру. Він був приблизно такий же великий, як сучасна кішка, що свідчить про те, що він полював на здобич хребетних, таких як інші ссавці або маленькі динозаври. Дослідження, що детально описує харчування ссавців мезозою, відносить його до таксонів м'ясоїдних.
Одне з перших досліджень ендокостів викопного мозку було проведено для Triconodon. Нюхова частка велика, з краплеподібним контуром, що свідчить про добре розвинений нюх. Півкуля головного мозку довга, овальна і плоска, не має роздутого вигляду, характерного для однопрохідних, багатогорбкових і теріан. Великий мозок не розширений спереду, щоб перекривати задню частину нюхової частки, і не має напівкулястої форми. Середній мозок, очевидно, був відкритий дорсальній стороні мозку, як і у багатьох інших нетерианських ссавців. Що це говорить на інтелект тварини, наразі неясно, хоча загальні пропорції мозку дещо менші, ніж у більш похідних ссавців, таких як багатобугоркові та теріани.